# Alvania angioyi
Alvania angioyi is een slakkensoort uit de familie van de Rissoidae. De wetenschappelijke naam van de soort is voor het eerst geldig gepubliceerd in 1982 door van Aartsen.